# Nicky Pastorelli
Nicky Pastorelli (Haia, 11 de abril de 1983) é um automobilista neerlandês.
Ele foi introduzido ao kartismo pela primeira vez aos dez anos de idade e dirigiu seu primeiro kart dando voltas em um estacionamento vazio. Nicky instantaneamente se apaixonou por este esporte e menos de um ano mais tarde ele estava praticando no circuito profissional Strijen. Em 1993, ele iniciou na Mini Liga seguido pela Liga Junior, em que ele teve suas primeiras vitórias.
Aos quatorze anos de idade ele tornou-se um membro da Equipe de kart de Pedro de Bruin. Ele permaneceu lá durante várias temporadas e participou da ICA e da Liga Fórmula A. Em 2000, ele transferiu-se para o campeonato de Fórmula Arcobaleno e dois anos mais tarde, em 2002, seu notável desempenho e resultados do torneio fizeram com que ele tornasse participante do ilustre campeonato de Fórmula Renault 2000.